# Championnat des îles Cook de football 2010
Navigation
Saison précédente Saison suivante
La saison 2010 du Championnat des îles Cook de football est la soixante-et-unième édition du championnat de première division aux Îles Cook. Les sept meilleurs clubs de Roratanga sont regroupés au sein d'une poule unique, la Round Cup, où ils s'affrontent une fois au cours de la saison. Il n’y a ni promotion, ni relégation en fin de saison.
C'est le Tupapa Maraerenga FC qui est sacré champion des îles Cook cette saison après avoir terminé en tête du classement final, ne devançant qu’à la différence de buts le double tenant du titre, Nikao Sokattack FC. C'est le huitième titre de champion des îles Cook de l’histoire du club.

## Les clubs participants
- Nikao Sokattack FC
- Tupapa Maraerenga FC
- Arorangi FC
- Avatiu FC
- Takuvaine FC
- Matavera FC
- Titikaveka FC

## Compétition

### Classement
Le barème utilisé pour établir le classement est le suivant :
- Victoire : 3 points
- Match nul : 1 point
- Défaite : 0 point

| Rang | Équipe               | Pts | J  | G  | N | P | Bp | Bc | Diff |
| ---- | -------------------- | --- | -- | -- | - | - | -- | -- | ---- |
| 1    | Tupapa Maraerenga FC | 31  | 12 | 10 | 1 | 1 | 64 | 8  | +56  |
| 2    | Nikao Sokattack FCT  | 31  | 12 | 10 | 1 | 1 | 56 | 12 | +44  |
| 3    | Takuvaine FC         | 17  | 12 | 5  | 2 | 5 | 27 | 44 | -17  |
| 4    | Avatiu FC            | 15  | 12 | 4  | 3 | 5 | 31 | 31 | 0    |
| 5    | Titikaveka FC        | 9   | 12 | 2  | 3 | 7 | 21 | 44 | -23  |
| 6    | Matavera FC          | 8   | 12 | 1  | 5 | 6 | 17 | 32 | -15  |
| 7    | Arorangi FC          | 7   | 12 | 2  | 1 | 9 | 16 | 61 | -45  |

|  | Champion des îles Cook 2010 |
|  | T : Tenant du titre         |

### Matchs
| Résultats (▼dom., ►ext.) | Aro  | Ava | Mat | Nik  | Tak | Tit | Tup  |
| Arorangi FC              |      | 1-8 | 2-1 | 0-12 | 1-3 | 1-2 | 1-8  |
| Avatiu FC                | 1-7  |     | 2-2 | 2-4  | 1-4 | 4-0 | 1-5  |
| Matavera FC              | 3-0  | 2-2 |     | 1-3  | 2-2 | 1-1 | 0-5  |
| Nikao Sokattack FC       | 12-0 | 4-1 | 4-1 |      | 2-1 | 7-0 | 1-3  |
| Takuvaine FC             | 3-1  | 1-1 | 3-2 | 2-3  |     | 3-2 | 1-11 |
| Titikaveka FC            | 1-1  | 1-7 | 2-2 | 1-4  | 9-4 |     | 1-6  |
| Tupapa Maraerenga FC     | 7-1  | 0-1 | 6-0 | 0-0  | 9-0 | 4-1 |      |

## Bilan de la saison
| Championnat des îles Cook de football 2010 |                                 |
| Champion                                   | Tupapa Maraerenga FC (8e titre) |
| Coupes et trophées                         |                                 |
| Vainqueur de la Coupe des îles Cook 2010   | Nikao Sokattack FC              |
| Promotions et relégations                  |                                 |
| Promus en Round Cup                        | Aucun                           |
| Relégués                                   | Aucun                           |